# Энергетика Иркутской области
Энергетика Иркутской области — сектор экономики региона, обеспечивающий производство, транспортировку и сбыт электрической и тепловой энергии. Энергосистема региона является одной из крупнейших в России — по состоянию на конец 2018 года, на территории Иркутской области эксплуатировалось 15 крупных тепловых электростанций и четыре гидроэлектростанции общей мощностью 13 132,1 МВт, а также 55 работающих в зоне децентрализованного энергоснабжения дизельных электростанций (ДЭС) общей мощностью 17,075 МВт. В 2018 году они произвели 50,95 млрд кВт·ч электроэнергии.

## История
Первая промышленная электростанция в Иркутской области появилась в 1896 году, ей стала Ныгринская ГЭС мощностью 300 кВт, снабжавшая электричеством золотые прииски. До 1917 года в Ленском золотопромышленном районе была создана небольшая энергосистема, включавшая шесть малых гидроэлектростанций общей мощностью 2,8 МВт.
В 1910 году в Иркутске была введена в эксплуатацию Центральная электрическая станция мощностью 735 кВт (впоследствии Иркутская ТЭЦ-2, проработавшая как электростанция до 1986 года и окончательно демонтированная в 2019 году). Основной задачей станции было обеспечение электроэнергией системы освещения улиц города. В 1931 году было принято решение о расширении станции, после чего её мощность увеличилась до 9 МВт, и переходе с однофазного тока на трёхфазный. В 1932 году начала работу Черемховская ЦЭС (ныне Иркутская ТЭЦ-12), обеспечившая энергоснабжение угольных разработок. В 1935 году в г. Усолье-Сибирское была введена в эксплуатацию Иркутская ТЭЦ-4, обеспечивающая энергоснабжение химических предприятий и проработавшая до 1968 года. 
К 1950 году общая мощность электростанций Иркутской области составляет около 70 МВт. В 1951 году вводится в эксплуатацию первый турбоагрегат ТЭС Ангарска (в настоящее время — Иркутская ТЭЦ-1), в том же году с вводом в эксплуатацию ВЛ 110 кВ Ангарск — Иркутск начинается процесс создания единой энергосистемы Иркутской области. В 1954 году было создано районное энергетическое управление «Иркутскэнерго», объединившее Иркутские ТЭЦ-1 и ТЭЦ-2, а также электрические сети. В 1955 году мощность Иркутской ТЭЦ-1 достигла 200 МВт. В 1950 году начинается строительство Иркутской ГЭС, первый гидроагрегат которой был введён в эксплуатацию в 1956 году, последний — в 1958 году. При мощности 662,4 МВт новая станция сразу увеличила мощность энергосистемы области в три раза.
В 1959 году была пущена Иркутская ТЭЦ-3, обеспечившая энергоснабжение Зиминского гидролизного завода и проработавшая до 2005 года, а также ТЭЦ-11 в Усолье-Сибирском и ТЭЦ-10 в Ангарске. В 1960 году заработала ТЭЦ-5 в Шелехове.
В 1954 году было начато строительство Братской ГЭС — крупнейшей на тот момент электростанции в России и в мире. В 1961 году первый гидроагрегат станции был введён в эксплуатацию, в 1966 году Братская ГЭС вышла на полную мощность. В том же 1961 году заработали ТЭЦ-7 в Братске и Мамаканская ГЭС. В 1962 году Иркутская энергосистема была присоединена к единой энергосистеме Сибири. В 1963 году заработала ТЭЦ-9 в Ангарске, в 1964 году — ТЭЦ-16 в г. Железногорск-Илимский, в 1965 году — ТЭЦ-6 в Братске, в 1966 году — Байкальская ТЭЦ.
В 1962 году начинается строительство Усть-Илимской ГЭС, второй про мощности электростанции Иркутской области и одной из крупнейших ГЭС России. Её первый гидроагрегат был пущен в 1974 году, последний — в 1979 году. В 1975 году введён в работу первый турбоагрегат Ново-Иркутской ТЭЦ, в 1978 году — Усть-Илимской ТЭЦ, в 1981 году — Ново-Зиминской ТЭЦ.

## Генерация электроэнергии
По состоянию на конец 2018 года, на территории Иркутской области эксплуатировались 15 крупных тепловых электростанций (Иркутские ТЭЦ-1, −5, −6, −7, −9, −10, −11, −12, −16, Ново-Иркутская ТЭЦ, Усть-Илимская ТЭЦ, Ново-Зиминская ТЭЦ, Байкальская ТЭЦ, ТЭС «Группа Илим» в Братске и Усть-Илимске) общей мощностью 4043,7 МВт, четыре гидроэлектростанции (Иркутская, Братская, Усть-Илимская и Мамаканская ГЭС) общей мощностью 9088,4 МВт, а также 55 дизельных электростанций общей мощностью 17,075 МВт. Особенностью энергосистемы Иркутской области является доминирование гидрогенерации, на которую приходится 73 % выработки электроэнергии, что обеспечивает в регионе самые низкие цены на электроэнергию в России.

### Братская ГЭС
Расположена на реке Ангаре в г. Братске, крупнейшая электростанция Иркутской области и одна из самых мощных электростанций России. Гидроагрегаты станции введены в эксплуатацию в 1961—1966 годах. Установленная мощность станции — 4500 МВт, проектная среднегодовая выработка электроэнергии — 22 500 млн кВт·ч, фактическая выработка электроэнергии в 2018 году — 17 326 млн кВт·ч. В здании ГЭС установлены 18 гидроагрегатов мощностью по 250 МВт. Эксплуатируется ООО «Евросибэнерго — Гидрогенерация».

### Усть-Илимская ГЭС
Расположена на реке Ангаре в г. Усть-Илимске, вторая по мощности электростанция Иркутской области и одна из крупнейших гидроэлектростанций России. Гидроагрегаты станции введены в эксплуатацию в 1974—1979 годах. Установленная мощность станции — 3840 МВт, проектная среднегодовая выработка электроэнергии — 21 200 млн кВт·ч, фактическая выработка электроэнергии в 2018 году — 16 326 млн кВт·ч. В здании ГЭС установлены 16 гидроагрегатов мощностью по 240 МВт. Эксплуатируется ООО «Евросибэнерго — Гидрогенерация».

### Иркутская ГЭС
Расположена на реке Ангаре в г. Иркутске. Гидроагрегаты станции введены в эксплуатацию в 1956—1958 годах. Установленная мощность станции — 662,4 МВт, проектная среднегодовая выработка электроэнергии — 4100 млн кВт·ч, фактическая выработка электроэнергии в 2018 году — 3113 млн кВт·ч. В здании ГЭС установлены 8 гидроагрегатов мощностью по 82,8 МВт. Эксплуатируется ООО «Евросибэнерго — Гидрогенерация».

### Мамаканская ГЭС
Расположена на реке Мамакан у п. Мамакан Бодайбинского района. Гидроагрегаты станции введены в эксплуатацию в 1956—1958 годах, является первой гидроэлектростанцией России, построенной на вечной мерзлоте. Установленная мощность станции — 86 МВт, проектная среднегодовая выработка электроэнергии — 356 млн кВт·ч, фактическая выработка электроэнергии в 2018 году — 385 млн кВт·ч. В здании ГЭС установлены 4 гидроагрегата мощностью по 21,5 МВт. Эксплуатируется АО «Мамаканская ГЭС».

### Иркутская ТЭЦ-1
Расположена в г. Ангарске. Паротурбинная теплоэлектроцентраль, в качестве топлива использует уголь. Обеспечивает паром предприятия Ангарской нефтехимической компании. Турбоагрегаты станции введены в эксплуатацию в 1954—1961 годах, при этом сама станция была пущена в 1951 году (одна из старейших ныне действующих электростанций региона). Установленная электрическая мощность станции — 79 МВт, тепловая мощность — 829,9 Гкал/час. Фактическая выработка электроэнергии в 2018 году — 198,7 млн кВт·ч. Оборудование станции включает в себя три турбоагрегата, все разной мощности: 25 МВт, 25 МВт, 30 МВт. Также имеется 7 котлоагрегатов. Принадлежит ПАО «Иркутскэнерго», организационно входит в состав Иркутской ТЭЦ-9 как «Участок № 1». Запланирован вывод станции из эксплуатации после 2021 года.

### Иркутская ТЭЦ-5
Расположена в г. Шелехов. Паротурбинная теплоэлектроцентраль, в качестве топлива использует уголь. Обеспечивает теплоснабжение г. Шелехов и Иркутского алюминиевого завода, фактически является котельной с попутной выработкой электроэнергии. Турбоагрегаты станции введены в эксплуатацию в 1961—1962 годах. Установленная электрическая мощность станции — 18 МВт, тепловая мощность — 346,7 Гкал/час. Фактическая выработка электроэнергии в 2018 году — 87,9 млн кВт·ч. Оборудование станции включает в себя три турбоагрегата мощностью по 6 МВт, также имеется 7 котлоагрегатов. Принадлежит ПАО «Иркутскэнерго», организационно входит в состав Ново-Иркутской ТЭЦ как «Шелеховский участок».

### Иркутская ТЭЦ-6
Расположена в г. Братске, основной источник теплоснабжения города. Паротурбинная теплоэлектроцентраль, в качестве топлива использует бурый уголь. Турбоагрегаты станции введены в эксплуатацию в 1965—1977 годах. Установленная электрическая мощность станции — 270 МВт, тепловая мощность — 1442,6 Гкал/час. Фактическая выработка электроэнергии в 2018 году — 677 млн кВт·ч. Оборудование станции включает в себя пять турбоагрегатов, три мощностью по 50 МВт и два — по 60 МВт. Также имеется 9 котлоагрегатов. Принадлежит ПАО «Иркутскэнерго».

### Иркутская ТЭЦ-7
Расположена в г. Братске, обеспечивает теплоснабжение посёлков Энергетик и Падун, а также предприятий Братского лесопромышленного комплекса. Паротурбинная теплоэлектроцентраль, в качестве топлива использует бурый уголь и кородревесные отходы. Турбоагрегаты станции введены в эксплуатацию в 1961—1963 годах. Установленная электрическая мощность станции — 12 МВт, тепловая мощность — 300,8 Гкал/час. Фактическая выработка электроэнергии в 2018 году — 67,2 млн кВт·ч. Оборудование станции включает в себя два турбоагрегата мощностью по 6 МВт, также имеется 6 котлоагрегатов. Принадлежит ПАО «Иркутскэнерго», организационно входит в состав Иркутской ТЭЦ-6 как «Участок ТИ и ТС».

### Иркутская ТЭЦ-9
Расположена в г. Ангарске, один из источников теплоснабжения города и Ангарского нефтехимического комбината. Паротурбинная теплоэлектроцентраль, в качестве топлива использует уголь. Турбоагрегаты станции введены в эксплуатацию в 1963—1983 годах. Установленная электрическая мощность станции — 540 МВт, тепловая мощность — 2402,5 Гкал/час. Фактическая выработка электроэнергии в 2018 году — 1985,7 млн кВт·ч. Оборудование станции включает в себя восемь турбоагрегатов, три мощностью по 50 МВт, три — по 60 МВт и два — по 110 МВт. Также имеется 11 котлоагрегатов. Принадлежит ПАО «Иркутскэнерго».

### Иркутская ТЭЦ-10
Расположена в г. Ангарске, обеспечивает теплоснабжение Ангарского электролизного химического комбината, также является одним из основных источников теплоснабжения Ангарска. Крупнейшая тепловая электростанция Иркутской области. Паротурбинная теплоэлектроцентраль, в качестве топлива использует уголь. Турбоагрегаты станции введены в эксплуатацию в 1959—1962 годах. Установленная электрическая мощность станции — 1110 МВт, тепловая мощность — 563 Гкал/час. Фактическая выработка электроэнергии в 2018 году — 4134,8 млн кВт·ч. Оборудование станции включает в себя восемь турбоагрегатов, один мощностью 60 МВт и семь мощностью по 150 МВт. Также имеется 16 котлоагрегатов. Принадлежит ПАО «Иркутскэнерго».

### Иркутская ТЭЦ-11
Расположена в городе Усолье-Сибирское, основной источник теплоснабжения города и его промышленных предприятий. Паротурбинная теплоэлектроцентраль, в качестве топлива использует уголь. Турбоагрегаты станции введены в эксплуатацию в 1959—1971 годах. Установленная электрическая мощность станции — 320,3 МВт, тепловая мощность — 1056,9 Гкал/час. Фактическая выработка электроэнергии в 2018 году — 852,4 млн кВт·ч. Оборудование станции включает в себя семь турбоагрегатов, один мощностью 19 МВт, один — 22 МВт, четыре — по 50 МВт и один — 79,3 МВт. Также имеется 8 котлоагрегатов. Принадлежит ООО «Байкальская Энергетическая Компания» .

### Иркутская ТЭЦ-12
Расположена в г. Черемхово, основной источник теплоснабжения города. Паротурбинная теплоэлектроцентраль (фактически — водогрейная котельная с попутной выработкой электроэнергии), в качестве топлива использует каменный и бурый уголь. Турбоагрегаты станции введены в эксплуатацию в 1994—2011 годах, при этом сама станция была пущена в 1932 году (старейшая ныне действующая электростанция региона). Установленная электрическая мощность станции — 12 МВт, тепловая мощность — 190 Гкал/час. Фактическая выработка электроэнергии в 2018 году — 51,1 млн кВт·ч. Оборудование станции включает в себя два турбоагрегата мощностью по 6 МВт, также имеется 5 котлоагрегатов. Принадлежит ПАО «Иркутскэнерго».

### Иркутская ТЭЦ-16
Расположена в городе Железногорск-Илимский, основной источник теплоснабжения города и Коршуновского горно-обогатительного комбината. Паротурбинная теплоэлектроцентраль, в качестве топлива использует уголь. Турбоагрегаты станции введены в эксплуатацию в 1993—2006 годах, при этом сама станция пущена в 1964 году. Установленная электрическая мощность станции — 18 МВт, тепловая мощность — 249 Гкал/час. Фактическая выработка электроэнергии в 2018 году — 78,7 млн кВт·ч. Оборудование станции включает в себя два турбоагрегата, один мощностью 6 МВт и один — 12 МВт. Также имеется 5 котлоагрегатов. Принадлежит ПАО «Иркутскэнерго».

### Ново-Иркутская ТЭЦ
Расположена в г. Иркутске, основной источник теплоснабжения города, вторая по мощности тепловая электростанция Иркутской области. Паротурбинная теплоэлектроцентраль, в качестве топлива использует уголь. Турбоагрегаты станции введены в эксплуатацию в 1975—2013 годах. Установленная электрическая мощность станции — 708 МВт, тепловая мощность — 1729,1 Гкал/час. Фактическая выработка электроэнергии в 2018 году — 2796,6 млн кВт·ч. Оборудование станции включает в себя шесть турбоагрегатов, один мощностью 53 МВт, два — по 60 МВт, два — по 175 МВт и один — 185 МВт. Также имеется 8 котлоагрегатов. Принадлежит ПАО «Иркутскэнерго».

### Усть-Илимская ТЭЦ
Расположена в г. Усть-Илимске, обеспечивает теплоснабжения города и предприятий Усть-Илимского лесопромышленного комплекса. Паротурбинная теплоэлектроцентраль, в качестве топлива использует уголь. Турбоагрегаты станции введены в эксплуатацию в 1978—1990 годах. Установленная электрическая мощность станции — 515 МВт, тепловая мощность — 1015 Гкал/час. Фактическая выработка электроэнергии в 2018 году — 975,5 млн кВт·ч. Оборудование станции включает в себя пять турбоагрегатов, один мощностью 50 МВт, один — 60 МВт, два — по 110 МВт и один — 185 МВт. Также имеется 6 котлоагрегатов. Принадлежит ПАО «Иркутскэнерго».

### Ново-Зиминская ТЭЦ
Расположена в г. Саянске, обеспечивает теплоснабжения городов Саянск и Зима, а также завода «Саянскхимпласт». Паротурбинная теплоэлектроцентраль, в качестве топлива использует уголь. Является самой молодой электростанцией Иркутской области — турбоагрегаты станции введены в эксплуатацию в 1981—1983 годах. Установленная электрическая мощность станции — 260 МВт, тепловая мощность — 818,7 Гкал/час. Фактическая выработка электроэнергии в 2018 году — 938,3 млн кВт·ч. Оборудование станции включает в себя три турбоагрегата, два мощностью по 80 МВт и один мощностью 100 МВт. Также имеется 4 котлоагрегата. Принадлежит ПАО «Иркутскэнерго».

### Байкальская ТЭЦ
Также именуется ТЭЦ БЦБК, ТЭЦ ООО «Теплоснабжение». Расположена в г. Байкальске, обеспечивает теплоснабжение города (ранее также снабжала электроэнергией и теплом ныне закрытый Байкальский целлюлозно-бумажный комбинат, входя в его состав). Паротурбинная теплоэлектроцентраль, в качестве топлива использует бурый уголь. Турбоагрегаты станции введены в эксплуатацию в 1966—1983 годах. Установленная электрическая мощность станции — 24 МВт. Фактическая выработка электроэнергии в 2018 году — 52,8 млн кВт·ч. Оборудование станции включает в себя три турбоагрегата, два мощностью по 4 МВт и один мощностью 16 МВт. Также имеется 5 котлоагрегатов. Принадлежит ООО «Теплоснабжение». Планируется закрытие станции после строительства замещающих котельных.

### ТЭС «Группа Илим» в Братске
Обеспечивает энергоснабжение (электричеством, теплом, паром) Братского лесопромышленного комплекса, расположена на площадке комплекса (блок-станция). Паротурбинная теплоэлектроцентраль, в качестве топлива использует отходы производства (кородревесные отходы и упаренные сульфатные щёлока). Турбоагрегаты станции введены в эксплуатацию в 1963—2013 годах. Установленная электрическая мощность станции — 113 МВт. Разделяется на две станции, ТЭС-2 мощностью 30 МВт и ТЭС-3 мощностью 83 МВт. Фактическая выработка электроэнергии в 2018 году — 540,2 млн кВт·ч. Оборудование станции включает в себя девять турбоагрегатов, пять мощностью по 6 МВт, два — по 12 МВт, один — 27 МВт и один — 32 МВт. Принадлежит АО «Группа «Илим».

### ТЭС «Группа Илим» в Усть-Илимске
Обеспечивает энергоснабжение (электричеством, теплом, паром) Усть-Илимского лесопромышленного комплекса, расположена на площадке комплекса (блок-станция). Паротурбинная теплоэлектроцентраль, в качестве топлива использует отходы производства целлюлозы. Турбоагрегаты станции введены в эксплуатацию в 1979—1981 годах. Установленная электрическая мощность станции — 44,4 МВт. Фактическая выработка электроэнергии в 2018 году — 358,3 млн кВт·ч. Оборудование станции включает в себя пять турбоагрегатов, два мощностью по 6 МВт, один — 8,4 МВт и два — по 12 МВт. Принадлежит АО «Группа «Илим».

### Дизельные электростанции
На территории Иркутской области имеется 51 дизельная электростанция общей мощностью 21,6 МВт, снабжающих электроэнергией небольшие населённые пункты, изолированные от единой энергетической системы. Крупнейшие из них расположены в с. Ербогачён — 4,348 МВт, п. Карахун — 2,82 МВт, п. Озёрный — 2,0 МВт.

## Потребление электроэнергии
Потребление электроэнергии в Иркутской области в 2018 году (без учёта зоны децентрализованного энергоснабжения) составило 55,056 млрд кВт·ч, максимум нагрузки — 8211 МВт. Таким образом, Иркутская область является энергодефицитным регионом по электроэнергии и энергоизбыточным по мощности. Энергодефицитность по электроэнергии связана не с дефицитом энергомощностей в регионе, а с маловодьем на Ангаре и повышенной загрузкой более эффективных тепловых электростанций за пределами региона. Дефицит электроэнергии в Иркутской области в 2018 году покрывался за счёт поставок из других регионов, преимущественно из Красноярского края. В структуре потребления электроэнергии в регионе по состоянию на 2018 год лидируют обрабатывающие производства (в первую очередь, производство алюминия и лесопереработка) — 53 %, население — 12,2 %, транспорт и связь — 7,8 %. Крупнейшие потребители электроэнергии в Иркутской области по состоянию на 2018 год — алюминиевые заводы ПАО «Русал» (суммарно 24 260 млн кВт·ч), ОАО «РЖД» (3411 млн кВт·ч), лесоперерабатывающие предприятия АО «Группа Илим» (суммарно 2417 млн кВт·ч). Функции гарантирующего поставщика электроэнергии выполняет ООО «Иркутская энергосбытовая компания».

## Электросетевой комплекс
Энергосистема Иркутской области входит в ЕЭС России, являясь частью Объединённой энергосистемы Сибири, находится в операционной зоне филиала АО «СО ЕЭС» — «Региональное диспетчерское управление энергосистемы Иркутской области» (Иркутское РДУ). Энергосистема региона связана с энергосистемами Красноярского края по четырём ВЛ 500 кВ и восьми ВЛ 110 кВ, Бурятии по шести ВЛ 220 кВ и двум ВЛ 110 кВ, Якутии по четырём ВЛ 220 кВ и одной ВЛ 110 кВ. Общая протяженность линий электропередачи напряжением 110 кВ и выше по состоянию на 2018 год составляет в Иркутской области 17 677 км (по цепям), в том числе ВЛ 500 кВ — 3587 км, ВЛ 220 кВ — 6391 км, ВЛ 110 кВ — 7669 км. Большинство электрических сетей (общей протяжённостью 14 402 км) эксплуатируются ОАО «Иркутская электросетевая компания».

## Теплоснабжение
Теплоснабжение в Иркутской области обеспечивают большое количество энергоисточников — 15 крупных ТЭЦ общей тепловой мощностью более 11 000 Гкал/ч, 1005 котельных и электробойлерных общей тепловой мощностью 3947 Гкал/ч и значительное количество теплоутилизационных установок и индивидуальных отопительных печей. Отпуск тепловой энергии в 2018 году составил 40,8 млн Гкал, в том числе ТЭЦ — 28,2 млн Гкал, котельные — 10,2 млн Гкал, электробойлеры — 0,2 млн Гкал, теплоутилизационные установки и другие источники — 2,2 млн Гкал.